# Cá bản địa Trung và Nam Mỹ
Loài cá nước ngọt của vùng nhiệt đới Nam và Trung Mỹ đại diện cho một trong những hệ sinh thái dưới nước đa dạng và khắc nghiệt nhất trên Trái đất, với hơn 5.600 loài, chiếm khoảng 10% tất cả các loài động vật có xương sống. Sự đa dạng đặc biệt của các loài, sự thích nghi và lịch sử cuộc sống được quan sát với loài cá bản địa Trung và Nam Mỹ là trọng tâm của nhiều sách và tài liệu khoa học, đặc biệt là hệ sinh thái dưới nước phức tạp tuyệt vời của lưu vực sông Amazon và các lưu vực sông liền kề (ví dụ, Goulding và Smith, 1996; Araujo-Lima và Goulding, 1997; Barthem và Goulding, 1997; Barthem, 2003; Goulding et al., 2003). Nhiều tiến bộ trong ngư học đã được tóm tắt trong ba tập chỉnh sửa; Malabarba và cộng sự. (1998); Reis và cộng sự. (2003); Albert và Reis (2011).
Loài cá bản địa Trung và Nam Mỹ trải dài khắp vùng biển lục địa Trung và Nam Mỹ, từ phía nam của Trung tâm Mesa ở miền nam Mexico (~ 16° Bắc) đến cửa sông La Plata ở phía bắc Argentina (~ 34° Nam). Các loài cá của khu vực này phần lớn bị hạn chế ở các vùng nhiệt đới ẩm của khu vực Trung và Nam Mỹ như được bao quanh bởi Sclater (1858) và Wallace (1876), bị loại khỏi các sườn dốc Thái Bình Dương khô cằn của Peru và miền bắc Chile, và phía bắc khu vực Southern Cone ở Chile và Argentina (Arratia, 1997; Dyer, 2000). Khu vực loài cá bản địa Trung và Nam Mỹ rộng lớn trải rộng hơn 17 triệu km2 rừng nhiệt đới ẩm thấp, vùng đất ngập nước theo mùa và thảo nguyên, và một số vùng ngoại vi khô cằn (ví dụ: Tây Bắc Venezuela; Đông Bắc Brazil; Chaco của Paraguay, Argentina và Bolivia). Cốt lõi của hệ thống này là hệ thống Amonia, hệ thống sông ngòi nước ngọt liên kết lớn nhất trên hành tinh. Hệ thống này bao gồm các rạch của lưu vực sông Amazon và hai khu vực liền kề lớn là Lưu vực Orinoco và Lưu vực Guiana. Sông Amazon là một trong những khu vực lớn nhất trên thế giới, xả khoảng 16% lượng nước ngọt chảy vào Đại Tây Dương (Goulding et al., 2003b).